# Jiří Pecka (kolarz)
Jiří Pecka (ur. 6 października 1940 w Brnie, zm. w listopadzie 2021 tamże) – czeski kolarz torowy, uczestnik igrzysk olimpijskich i mistrzostw świata. W czasie swojej kariery sportowej reprezentował Czechosłowację.

## Kariera sportowa
Zajął 5. miejsce w wyścigu na 1000 metrów ze startu zatrzymanego na igrzyskach olimpijskich w 1964 w Tokio. Na tych samych igrzyskach startował w wyścigu drużynowym na 4000 metrów na dochodzenie. Zespół czechosłowacki w składzie: Jiří Daler, Antonín Kříž, Pecka i František Řezáč awansował do ćwierćfinału, ale w nim przegrał z późniejszymi wicemistrzami olimpijskimi Włochami i został sklasyfikowany na 5.–8. miejscu.
Piecka zajął 7. miejsce w wyścigu na 1000 metrów ze startu zatrzymanego na mistrzostwach świata w 1966 we Frankfurcie. Siedem razy był mistrzem Czechosłowacji i trzy razy rekordzistą kraju. Po zakończeniu kariery trenował kolarzy w Brnie.